# Ooi Teik Hock

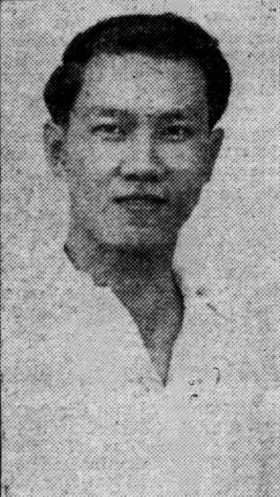
Ooi Teik Hock 1950

Ooi Teik Hock (chinesisch 黄德福, Pinyin Huáng Défú; * 13. November 1920 in Penang; † 21. März 1983 ebenda) war ein malaysischer Badmintonspieler.

## Karriere
Ooi Teik Hock gewann mit dem malaysischen Team die Erstauflage der Weltmeisterschaft für Männermannschaften, den Thomas Cup, in der Saison 1948/49.
Zum Finale begab er sich mit seinen sieben Mannschaftskameraden Chan Kon Leong, Law Teik Hock, Yeoh Teck Chye, Teoh Seng Khoon, Wong Peng Soon, Lim Kee Fong, Ong Poh Lim und dem nichtspielenden Kapitän Lim Chuan Geok im Dezember 1948 auf eine 25-tägige Schiffsreise ins Vereinigte Königreich, wo die Malayen erstmals mit einem europäischen Winter konfrontiert wurden. Im Halbfinale gegen die USA siegte Ooi Teik Hock mit seinem Partner Teoh Seng Khoon sowohl gegen Clinton Stephens und Bobby Williams als auch gegen Dave Freeman und Wynn Rogers deutlich in zwei Sätzen.
Im Finale gegen Dänemark gewannen beide erneut klar gegen Poul Holm und Ib Olesen sowie Jørn Skaarup und Preben Dabelsteen und legten damit den Grundstein für Malayas Sieg in dieser Erstauflage des Thomas Cups.
Einmal in Europa, beteiligten sich Malayas Badminton-Asse 1949 an weiteren internationalen Turnieren und Schaukämpfen. Ooi Teck Hock und Teoh Seng Khoon gewannen dabei im Herrendoppel sowohl die prestigeträchtigen All England, wo sie erneut Dave Freeman und Wynn Rogers gegenüberstanden, als auch die Denmark Open.
1952 war Ooi Teik Hock erneut Mitglied des malaysischen Thomas-Cup-Teams und steuerte ein Sieg gegen Dick Mitchell im Finale gegen die USA zur erfolgreichen Titelverteidigung bei. Drei Jahre später war er einmal mehr eine wichtige Stütze seiner Mannschaft beim dritten Erfolg Malaysias im Thomas Cup in Serie, wo er erneut zwei Siege zum Gesamterfolg beisteuerte. 1958 konnte er seine beiden Doppel gegen Indonesien gewinnen, die 3:6-Niederlage aber nicht verhindern.
In seiner Heimat gewann Hock 1947 und 1948 die Malaysia Open mit Tan Kin Hong im Doppel. Im letztgenannten Jahr siegte er zusätzlich auch im Einzel. Bei den US Open gewann er 1954 das Doppel gemeinsam mit Ong Poh Lim.